# Ligeti László
Ligeti László (Budapest, 1974. március 16.) újságíró, a TV2 szerkesztő-riportere, 2004 óta a Magyar Újságírók Országos Szövetsége tagja.

## Tanulmányai
A középiskolában szakács-cukrász szakképzettséget szerzett, majd 1997-ben esti gimnáziumban leérettségizett. 2001-ben elvégezte a Független Médiaközpont és Roma Sajtóközpont újságíró-gyakornoki programját. 2002-ben Londonban a Reutersnél újságíró tréningen vett részt és tanulmányokat kezdett a Kodolányi János Főiskola angol-kommunikáció szakán, 2010-ben diplomázott.

## Szakmai élete
A középiskola után élelmiszer és papír-írószer üzleteket üzemeltetett, néhány évig szakácsként is dolgozott. 1994-1995-ben az Universum Kávéház üzletvezetője volt. Ezután az idegenforgalomban kezdett tevékenykedni - Spanyolországban, Angliában és Görögországban turistacsoportokat kísért. 1997-1998-ban felszolgálóként és placcmesterként dolgozott. 2000-ben kezdett gyakornokoskodni az RTL Klubnál, 2001-től a Fókusz, majd a Reggeli, Delelő, Autómánia, és Találkozások című műsorok riportere volt. 2002-ben átigazolt a TV2-höz, ahol az Aktív és a Magellán című műsorok egyik alapító szerkesztő-riportere lett. 2007-től az MTV Szempont és Kékfény c. műsorainak készített riportokat. Jelenleg a TV2 Tények c. műsorának munkatársa. Ligifilm Bt. néven céget alapított, amely referencia-, és reklámfilmek készítésével, valamint PR tanácsadással foglalkozik.

## Díjai
- Dr. Szegő Tamás Különdíj (2003, hátrányos helyzetű emberek sorsát bemutató riport, "C"-Kórterem címmel),
- Hégető Honorka Megosztott első díj (2004, Hajléktalan gyűjtögetők c. riportfilmért),
- Kamera Hungária Döntőjében részt vett 3 riportjával (2005, 2006),
- Kamera Hungária Esélyegyenlőségi Különdíj "Roma Suli" c. alkotás (2007)
- Kamera Korrektúra III. helyezés Hír- Hírháttér kategória Drogtanya c. riport (2015)